# Торунски окръг
Торунски окръг (на полски: Powiat toruński) е окръг в Централна Полша, Куявско-Поморско войводство. Заема площ от 1230,42 км2. Административен център е град Торун, който не е част от окръга.

## География
Окръгът обхваща територии от историческите области Куявия, Добжинска земя и Хелминска земя. Разположен е в централната част на войводството.

## Население
Населението на окръга възлиза на 98 698 души (2012 г.). Гъстотата е 80 души/км2.

## Административно деление
Административно окръгът е разделен на 9 общини.
Градска община:
- Хелмжа

Селски общини:
- Община Велка Злавеш
- Община Велка Нешавка
- Община Лисомице
- Община Лубянка
- Община Любич
- Община Оброво
- Община Хелмжа
- Община Черниково

## Фотогалерия
- Хелмжа
- Велка Злавеш
- Лисомице
- Оброво
- Черниково